# Anticatolicismo

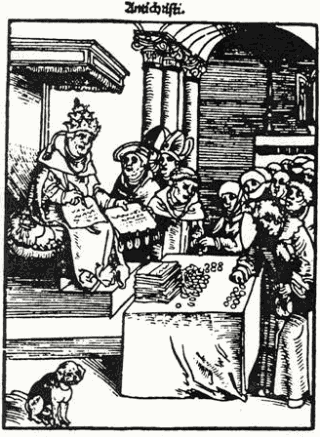
Anticristo, pintura de Lucas Cranach, o Velho, 1521, retrata o Papa como o anticristo, que usa a coroa papal.

O anticatolicismo (também chamado de catofobia ou catolicofobia) é um termo genérico para a discriminação, hostilidade ou preconceito contra o catolicismo, e especialmente contra a Igreja Católica, seus padres ou seus adeptos. O termo também se aplica à perseguição religiosa anticlerical aos católicos ou a uma "orientação religiosa que se opõe ao catolicismo".
No início da Idade Moderna, a Igreja Católica Romana achou-se envolvida em conflitos para conservar o seu tradicional poder político e religioso mantido durante todo esse período contra o nascente secularismo na Europa. Como resultado, simultaneamente a hostilidade contra o poder político, social, espiritual e religioso do Papa e do clero católico ganharam força.
Esta tendência ao anticlericalismo foi agravada pela alegada crise da autoridade espiritual do Papa no tempo da Reforma católica e da Reforma Protestante, levando à fragmentação do catolicismo e, consequentemente, à ruptura da unidade do Cristianismo Ocidental. Alimentado pelo desenvolvimento das doutrinas humanistas e da ciência contemporânea, o anticatolicismo assumiu um papel predominante nas guerras religiosas que varreram a Europa no século XVII, o que viria a definir o novo mapa religioso europeu. Assim sendo, muitos países da Europa abandonaram o catolicismo e aderiram aos princípios da Reforma Protestante.

## Em países de maioria protestante

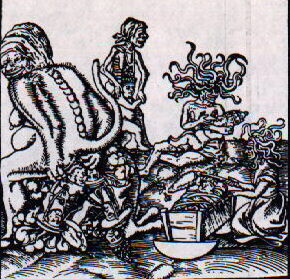
Exemplo de catofobia; Demonização da origem do papado; pintura feita por Lucas Cranach e encomendada por Lutero.

Muitos reformadores protestantes como Martinho Lutero, Calvino, John Wycliffe, Tomás Cranmer, João Knox, Cotton Mather, John Wesley e Roger Williams identificavam o Papa como o Anticristo, conforme pode-se notar na quinta rodada de conversas nas notas do 'Diálogo Católico Romano-Luterano', do Concílio Vaticano II,
Ao chamar o Papa de o "anticristo", os primeiros luteranos mantinham-se numa tradição do século XI. Não somente os dissidentes e hereges, mas também os santos o chamavam de "anticristo" como forma de castigo à seu abuso de poder.
A maioria dos protestantes dos séculos XVI e XVIII identificaram o Papa como o anticristo.

## Brasil
O crescimento de igrejas neopentecostais movimentou um aumento na intolerância religiosa no Brasil, inclusive contra católicos.
Ataques de pastores evangélicos contra cerimônias e símbolos religiosos católicos acontecem em diversas partes do país, sendo o mais notório o incidente do Chute na santa, em que o pastor Sérgio von Helder, da Igreja Universal do Reino de Deus (IURD), chutou uma imagem de Nossa Senhora Aparecida em rede nacional, enquanto proferia discurso de ódio.
Nas décadas de 2010 e 2020, a ascensão do neopentecostalismo entre traficantes de drogas (especialmente no Rio de Janeiro), e a perseguição de grupos religiosos como católicos e umbandistas por estes, foi nomeado pela mídia de Narcopentecostalismo. As medidas de perseguição contra católicos realizas por esses grupos inclui, principalmente, o fechamento de igrejas e a proibição de procissões, missas, cerimônias religiosas e festividades. 

## Estados Unidos
John Higham descreveu o anticatolicismo como "a mais luxuriante e tenaz tradição de agitação paranoica na história americana".
O anticatolicismo britânico foi exportado para os Estados Unidos. Dois tipos de retórica anticatólica existiam na sociedade colonial. A primeira, derivada da herança da Reforma Protestante e das guerras religiosas do século XVI, consistiu na acusação de nomes como "Anti-Cristo" e "Prostituta da Babilônia" e dominou o pensamento anticatólico até o final do século XVII. A segunda era uma acusação mais secular: a de que os católicos tinham uma suposta conspiração de estender o absolutismo da Idade Média em todo o mundo.
O historiador Arthur Schlesinger Sr. chamou o anticatolicismo "o viés mais profundo na história do povo americano".
A Ku Klux Klan (KKK) possui como um de seus princípios o anticatolicismo.

### Era colonial
O anticatolicismo americano tem suas origens na Reforma Protestante, que gerou propaganda anticatólica por várias razões políticas e dinásticas. Já que a Reforma Protestante se justificou como um esforço para corrigir os erros e os excessos da Igreja Católica, formou posições fortes contra os bispos católicos e o Papado em particular. Estas posições foram trazidas para os EUA por colonos ingleses que eram predominantemente puritanos. Eles opuseram não só à Igreja Católica, mas também à Igreja da Inglaterra que, devido à perpetuação de algumas doutrinas e práticas católicas, foi considerada insuficientemente "reformada". Além disso, a identidade inglesa e escocesa em grande parte foi baseada na oposição ao catolicismo. "Ser inglês era ser anticatólico", escreve Robert Curran.
Muitos dos colonos britânicos, como os puritanos e os congregacionistas , estavam fugindo da perseguição religiosa pela Igreja da Inglaterra, grande parte da cultura religiosa americana anterior exibia a tendência anticatólica mais extrema dessas denominações protestantes. Monsenhor John Tracy Ellis escreveu que "um viés anticatólico universal foi levado a Jamestown em 1607 e vigorosamente cultivado em todas as treze colônias de Massachusetts para a Geórgia". As cartas e leis coloniais geralmente continham proscrições específicas contra católicos. Por exemplo, a segunda carta de Massachusetts de 7 de outubro de 1691 decretou "que, para sempre, haverá liberdade de consciência permitida na adoração de Deus a todos os cristãos, exceto Papistas (católicos), habitantes ou que habitarão ou serão residentes dentro dessa Província ou Território".
Monsenhor Ellis observou que um ódio comum à Igreja Católica poderia unir clérigos anglicanos e ministros puritanos, apesar de suas diferenças e conflitos. Um dos atos intoleráveis aprovados pelo Parlamento britânico que ajudou a alimentar a Revolução Americana foi o Ato de Quebec de 1774, pois dava liberdade de culto aos católicos romanos no Canadá.

### Nova nação
O medo do Papa agitou alguns dos fundadores dos EUA. Por exemplo, em 1788, John Jay exortou o Legislativo de Nova York para proibir os católicos de ocuparem cargos. A legislatura recusou, mas aprovou uma lei destinada a alcançar o mesmo objetivo ao exigir que todos os titulares de cargos renunciem às autoridades estrangeiras "em todos os assuntos eclesiásticos e civis". Thomas Jefferson, olhando para a Igreja Católica na França, escreveu: "A história, creio eu, não fornece nenhum exemplo de padre que mantenha um governo civil livre", e "Em todos os países e em todas as épocas, o padre tem sido hostil à liberdade. Ele sempre está em aliança com o déspota, instigando seus abusos em troca de proteção para os seus".

### 1840-1850

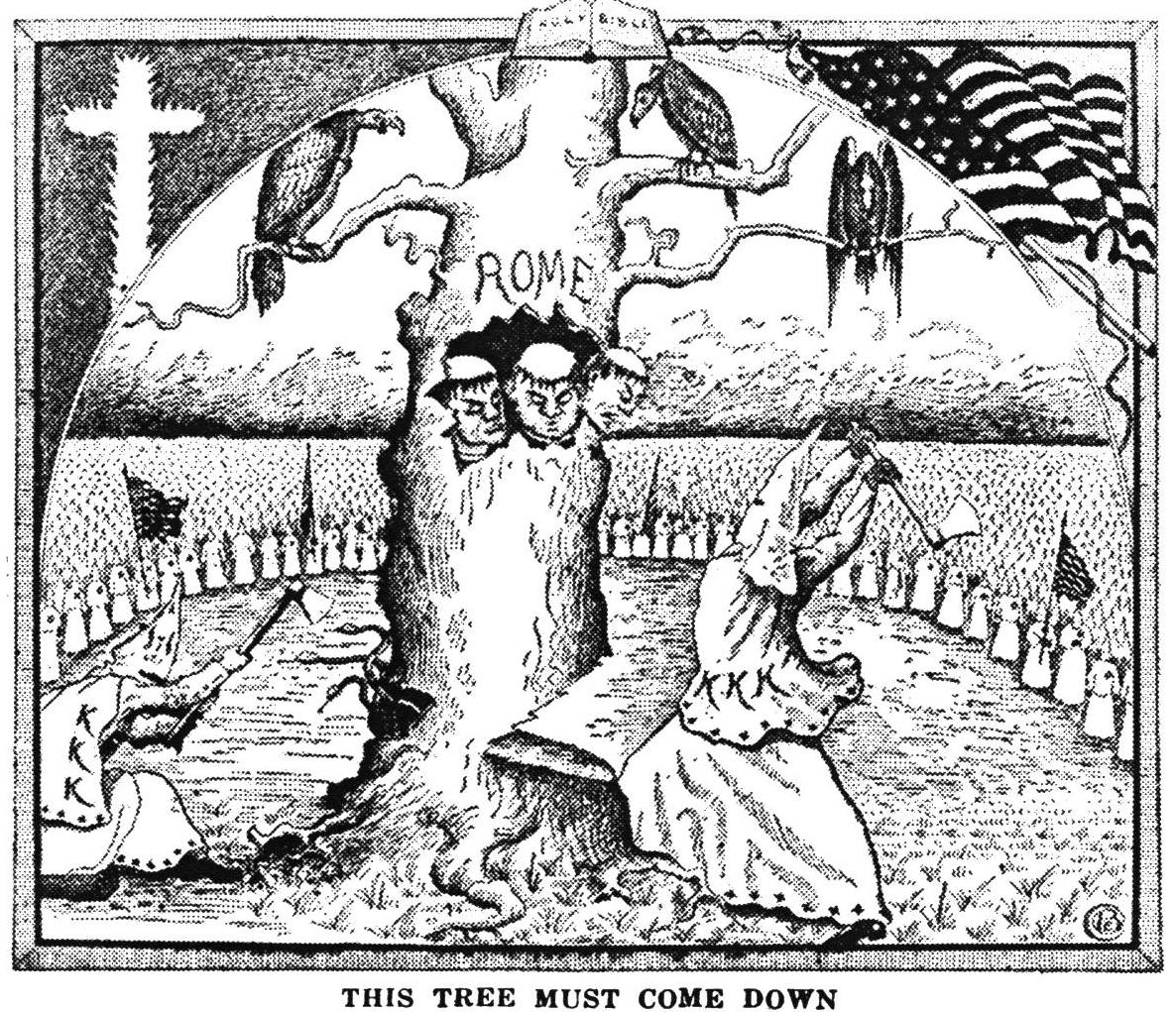
Ilustração de Branford Clarke em The Ku Klux Klan In Prophecy 1925 por Bishop Alma White, publicada pela Pillar of Fire Church em Zarephath, NJ.

Os medos anticatólicos atingiram um pico no século XIX quando a população protestante ficou alarmada com o influxo de imigrantes católicos. Alguns alegaram que a Igreja Católica era a Meretriz da Babilônia no Livro da Revelação. O movimento "nativista", foi atingido em um frenesi de anticatolicismo que levou à violência da máfia em várias cidades. Por exemplo, o Philadelphia Nativist Riot e Bloody Monday. Nos Orange Riots, em Nova York, em 1871 e 1872, os católicos irlandeses atacaram protestantes irlandeses. Esse medo foi alimentado por afirmações de que os católicos estavam destruindo a cultura dos Estados Unidos. O movimento nativista encontrou expressão em um movimento político nacional denominado Partido do Não Conhecer de 1850, que (sem sucesso) executou o ex-presidente Millard Fillmore como candidato presidencial em 1856.
O anticatolicismo entre os judeus americanos aumentou ainda mais na década de 1850 durante a controvérsia internacional sobre o caso Edgardo Mortara, quando um menino judeu batizado nos Estados papais foi removido de sua família e se recusou a retornar a eles.

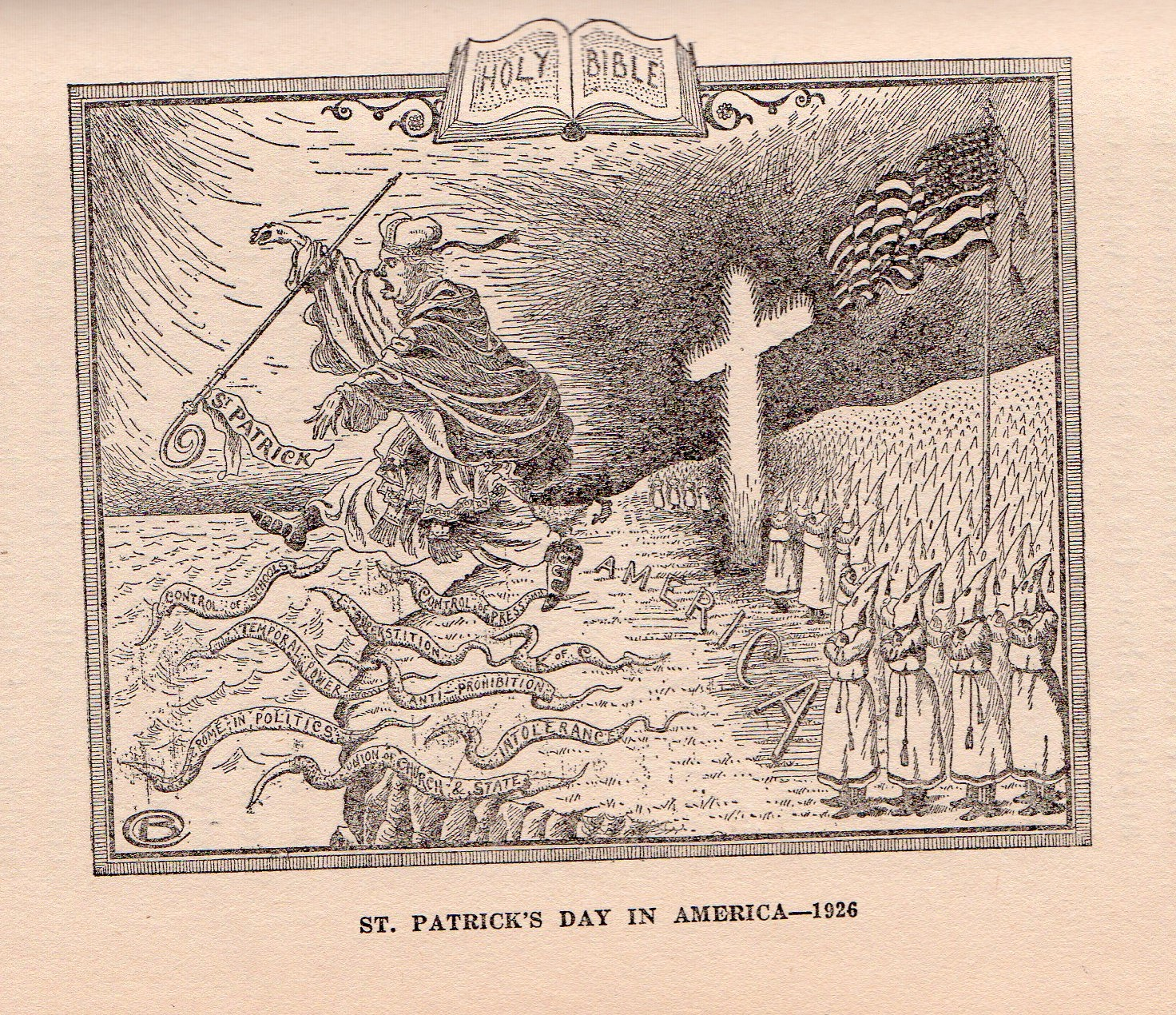
Neste desenho de 1927, a Ku Klux Klan persegue a Igreja Católica Romana, sendo mandada embora da américa. Entre as "cobras" estão vários supostos atributos negativos da Igreja, como superstição, união de igreja e estado, controle de escolas públicas e intolerância.

Depois de 1875, muitos estados aprovaram provisões constitucionais, chamadas "Emendas Blaine", proibindo que o dinheiro do imposto seja usado para financiar escolas paroquiais. Em 2002, o Supremo Tribunal dos Estados Unidos viciou parcialmente essas alterações, quando decidiram que os vouchers eram constitucionais se os dólares dos impostos seguissem uma criança para uma escola, mesmo que a escola fosse religiosa.

### Século XX
O anticatolicismo desempenhou um papel importante na derrota de Al Smith, o candidato democrata à presidente em 1928. Smith ficou popular entre os católicos, mas mal no sul e nas áreas luteranas do norte. Sua candidatura também foi prejudicada por seus estreitos laços com a notória máquina política de Tammany Hall em Nova York e sua forte oposição à proibição. Sua causa era, em qualquer caso, subida, enfrentando uma liderança republicana popular em um ano de paz e prosperidade sem precedentes.
A adoção da 18.a emenda em 1919, o culminar de um meio século de agitação anti-licor, também impulsionou o sentimento anticatólico. A proibição gozava de um forte apoio entre os protestantes pietistas secos e uma oposição igualmente forte por católicos, episcopais e luteranos alemães molhados. Os drys concentraram sua desconfiança sobre os católicos e deram pouca atenção popular à aplicação das leis de proibição e, quando a Grande Depressão começou em 1929, havia um sentimento crescente de que o governo precisava da receita fiscal que a revogação da Proibição traria.
Mais de 10 milhões de soldados protestantes que serviram na Segunda Guerra Mundial entraram em contato com soldados católicos; eles se comportaram bem e, após a guerra, eles desempenharam o papel central na disseminação de altos níveis de tolerância étnica e religiosa para os católicos entre outros americanos brancos. Embora o sentimento anticatólico nos EUA tenha diminuído na década de 1960, depois que John F. Kennedy se tornou o primeiro presidente católico dos EUA, ele persiste na mídia e na cultura popular.
Em tempos mais recentes, o anticatolicismo assumiu várias formas, incluindo a perseguição de católicos como membros de uma minoria religiosa em algumas localidades, agressões por parte dos governos contra eles, discriminação, profanação de igrejas e santuários, e ataques virulentos ao clero e leigos.